# 富良野プリンスホテル
富良野プリンスホテル（ふらのプリンスホテル、英: Furano Prince Hotel）は、北海道富良野市にあるホテル。この項目では、新富良野プリンスホテル（しんふらのプリンスホテル、英: Shin Furano Prince Hotel）についても記載している。

## 概要
1972年（昭和47年）に北の峰スキー場（現在の富良野スキー場）を譲受したプリンスホテルが1974年（昭和49年）に北の峰プリンスホテル（富良野プリンスホテルの前身）を開業し、1988年（昭和63年）に新富良野プリンスホテルを開業した。周辺にスキー場、ガーデン、カフェ、温泉、ゴルフ場などがあるリゾートとなっており、パークゴルフ、熱気球体験フライト、セグウェイ体験、ラフティング、冬期間の「ふらの歓寒村（かんかん村）」などのアクティビティがある。なお、富良野ゴルフコースは車で20分ほど移動した同市八幡丘に位置している。2005年（平成17年）に閉鎖した富良野プリンスホテルゴルフコースは、翌年から倉本聰主宰による「富良野自然塾」が開講しており、ゴルフ場跡地を森に還す自然返還事業と環境教育事業を行っている。
富良野プリンスホテルから新富良野プリンスホテルまでは約4 km離れている。
このホテルのスキー場はコクドにより再開発に成功した最高の事例の1つと呼ばれる。

## 施設

### 富良野プリンスホテル
1974年12月に本館が開業、総工費約10億円をかけ三角屋根を特徴とした外観で当初は国内では珍しいメゾネットルーム6室とツインルーム44室を備え、その後1976年（昭和51年）に別館を増築。別館（ツインA・ファミリールーム）にはエレベーターがない。
2020年から休業中。
客室
- ツインルームAタイプ（20.4 m²）
- ツインルームBタイプ（15.9 m²）
- ファミリールーム（40.8 m²）
- メゾネットルーム（45.3 m²）
- メゾネットスイートルーム（66.0 m²）

レストラン・バー
- ブッフェレストラン アゼリア
- ラウンジ シャトレーヌ（冬季のみ営業）

その他の施設
- スーベニアショップ(ホテル売店)
- ロッカールーム
- 浴場(宿泊者専用)
- コインランドリー
- レンタルスキー(冬期)
- テニスコート2面

### 新富良野プリンスホテル
「新富良野プリンスホテル」は、総客室数407室のリゾートホテルである。階数構成はB1（バンケットホール）、LB（ロビー・フロント）、GF（ゲレンデ直結フロア）、2F-11F（客室）、12F（レストラン）となっており、実質的には地下1階・地上13階である。建物の外観は楕円柱状をしており、富良野スキー場側・十勝岳側、それぞれに楕円弧状に客室を並べ、中央部は外気吹き抜けとし、両側をつなぐようにエレベーターホールなどを配した設計になっている。1棟でほぼ完結しているので館内移動に長々と歩かされるようなことがない（別棟の温泉､レストラン･カフェ･バーを除く）。ゲレンデ直結のGF階に、宿泊者用スキーロッカー・スキークローク・更衣室・レンタルコーナーなどがある。GF階から出るとすぐにプリンスロマンスリフトに乗ることができ、またプリンスゲレンデから滑り込んで戻ってくることができる、機能的なスキーリゾートホテルとなっている。
2016年（平成28年）4月から、全室で無料インターネット接続（Wi-Fi）が利用可能である。
客室
- ツインルーム（28.0 m²）
- ダブルルーム（33.0 m²）
- 十勝岳側高層階ツインルーム（28.0 m²）
- スイートルーム（61.0 m²）

レストラン･カフェ･バー
- メインダイニングルーム (12F ゲレンデ側)

洋食コース料理、期間限定営業。
- 和食 からまつ (12階 十勝岳側)

夕食/12階ランチレストラン/喫茶として期間限定営業(夕食以外はスキーブーツでの利用可)。
- ラウンジ トップ オブ フラノ (12階)

期間限定営業。
- メインバンケットホール (B1階)

朝食/夕食 ブッフェレストラン
- 炭焼処 きたぐに (LB階)(※2019-2020スキーシーズンは鍋コース専門の「鍋処 きたぐに」に業態変更していたが、1シーズンのみでもとの業態に戻した模様)
- ル・ゴロワ フラノ (新富良野プリンスホテルから徒歩3分)

倉本聰氏が唱える｢創｣の思想に基づいて創設されたレストラン。東京でレストラン「ル・ゴロワ」をしていた大塚健一が、北海道産の食材を活用して生産者に近い場所で料理を提供したいという思いから富良野に移住し、開店した。[8]。予約制35席､5歳以下利用不可。
- ラベンダー (GF階)

以前はコーヒーショップ(カフェラウンジ)だったが、現在は繁忙期の朝食/昼食会場として利用されている。
- プリンスパン工房 (ニングルテラス出口横)

イートインあり。期間限定営業。
- 珈琲 森の時計 (新富良野プリンスホテルから徒歩5分)

ドラマ『優しい時間』の中で主人公が開いた喫茶店をそのまま営業している。ドラマのようにカウンター席では客が自分でミルで挽いた豆でコーヒーを楽しめる。
- Soh's BAR（ソーズ・バー、新富良野プリンスホテルから徒歩7分)

倉本聰の「創」への思いが満ちあふれたバー。喫煙目的店の為、禁煙席無し。20歳未満入店不可。
温泉
- 紫彩の湯（しさいのゆ）
  - 2008年（平成20年）10月開業[7]。ホテルとは別棟になっているため、浴場まではロビーから150 mほど歩く必要がある。途中エレベーターが3箇所に設置されているほど階段の昇り降りも多い。
  - 宿泊者の殆どは入浴プラン付きで無料。日帰り入浴も利用可能（靴・荷物用ロッカー（暗証番号自由設定式）が各人に割り当てられる）。バスタオル・フェイスタオルは無料レンタル。
  - 源泉名：富良野温泉 地下1,010 mを掘削して開発。含よう素－ナトリウム－カルシウム－塩化物泉（アルカリ性等張性低温泉）。源泉温度 26.3℃ 加熱循環ろ過式。
  - 内湯（ジェットバス付き）・露天風呂・サウナを備える。更衣場所には無料脱衣ロッカーあり。
  - リラクゼーションサロン併設（別途料金）。

### その他の施設

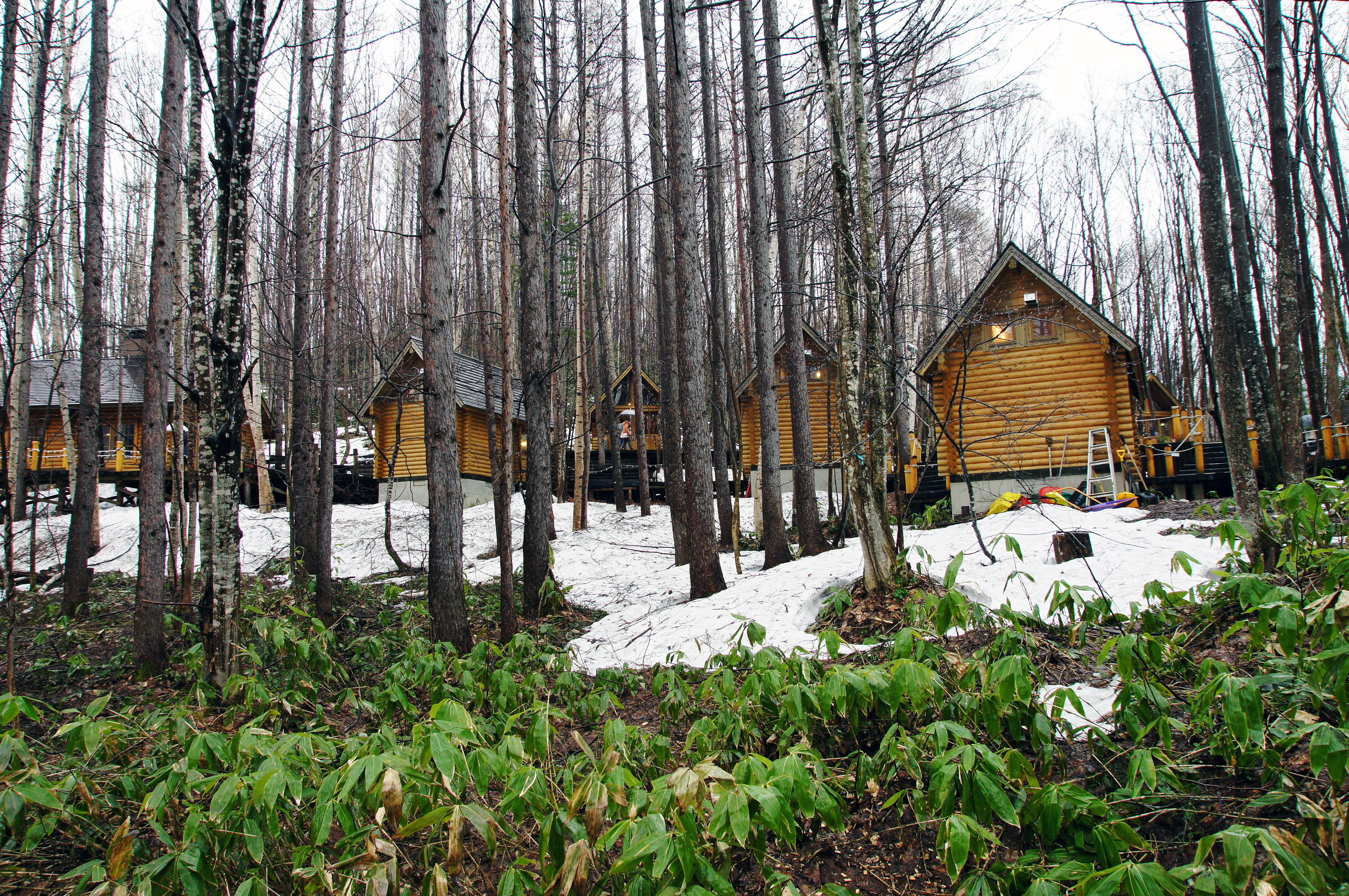
ニングルテラス

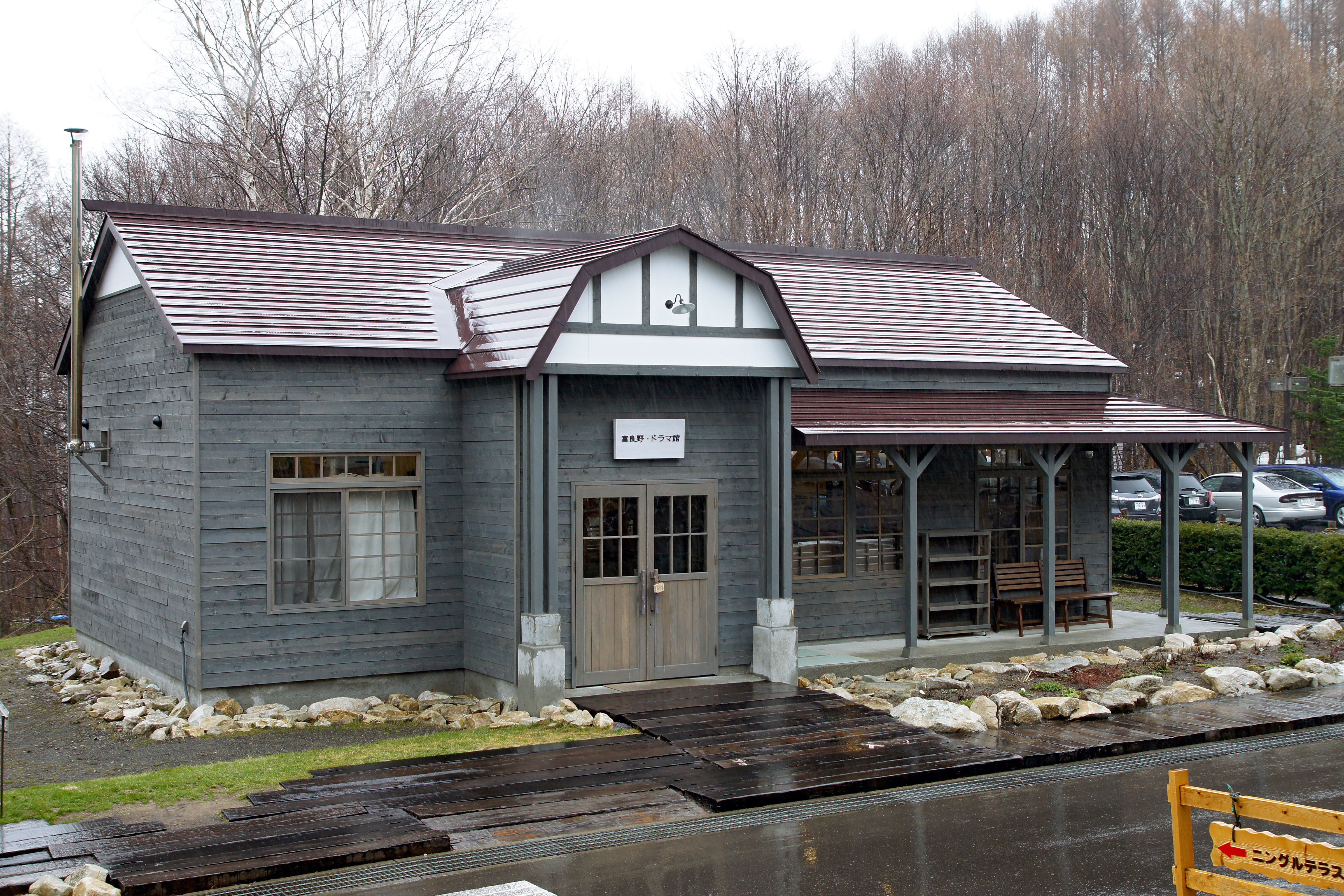
富良野・ドラマ館

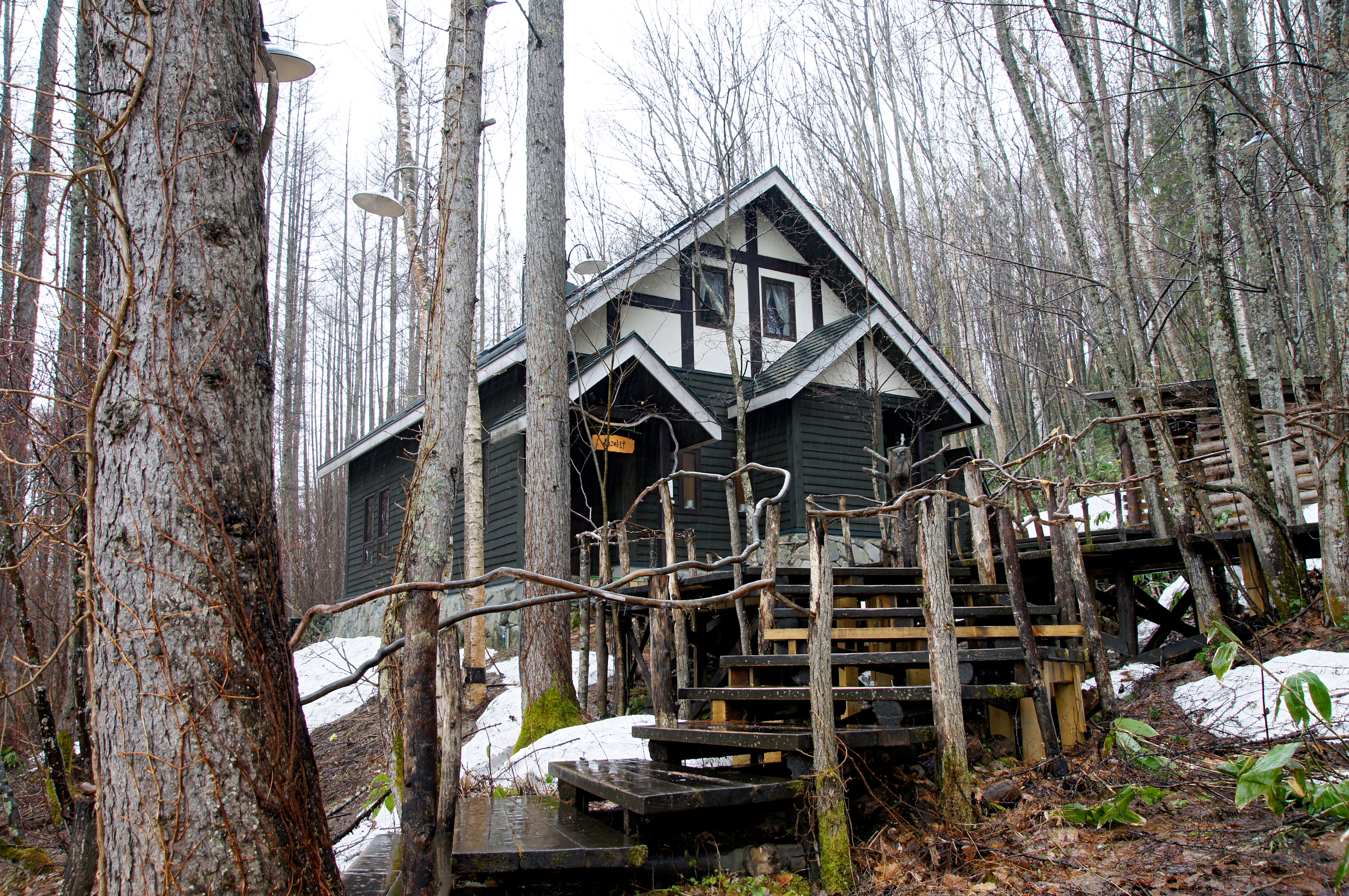
森の時計

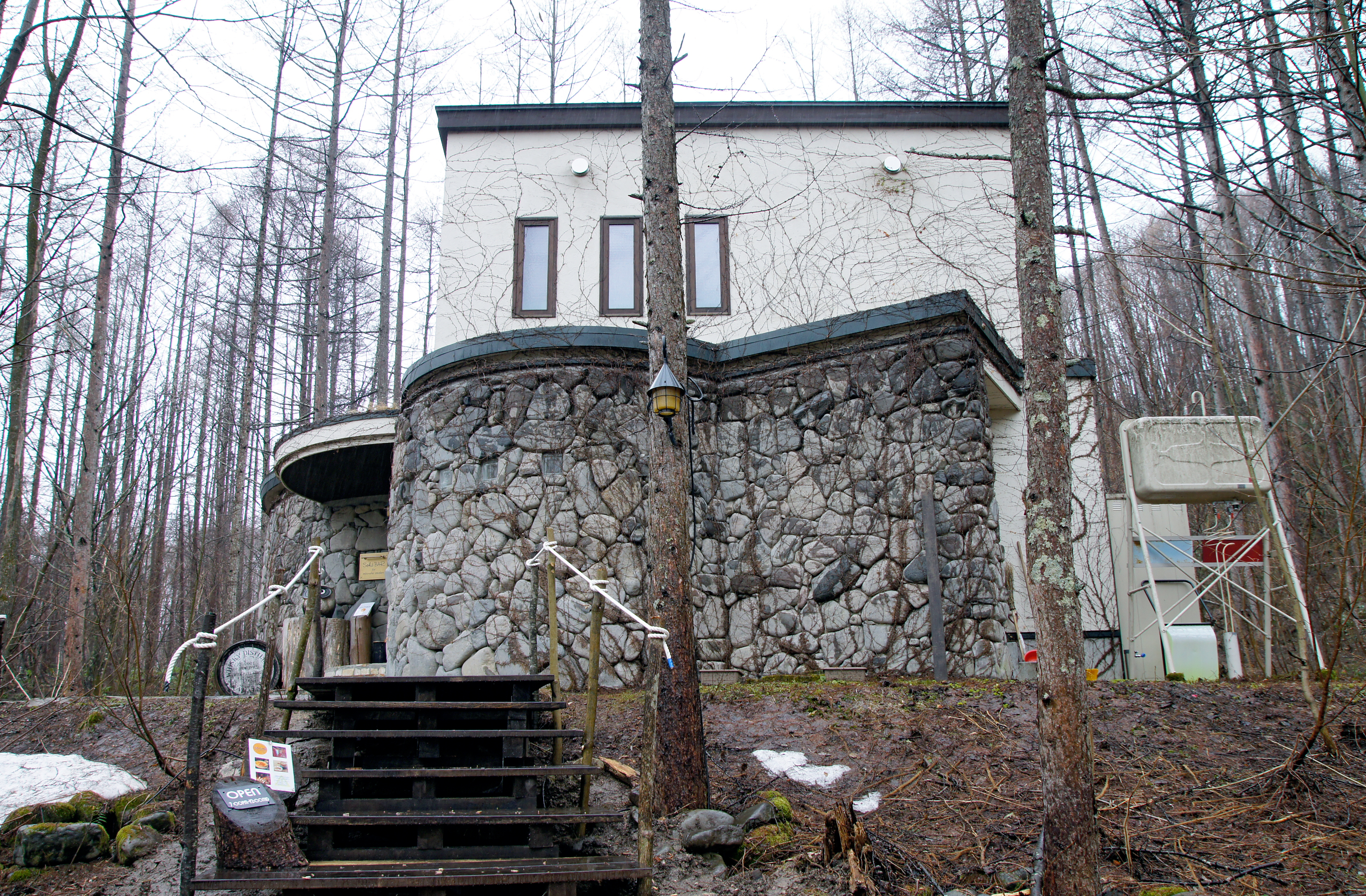
Soh's BAR

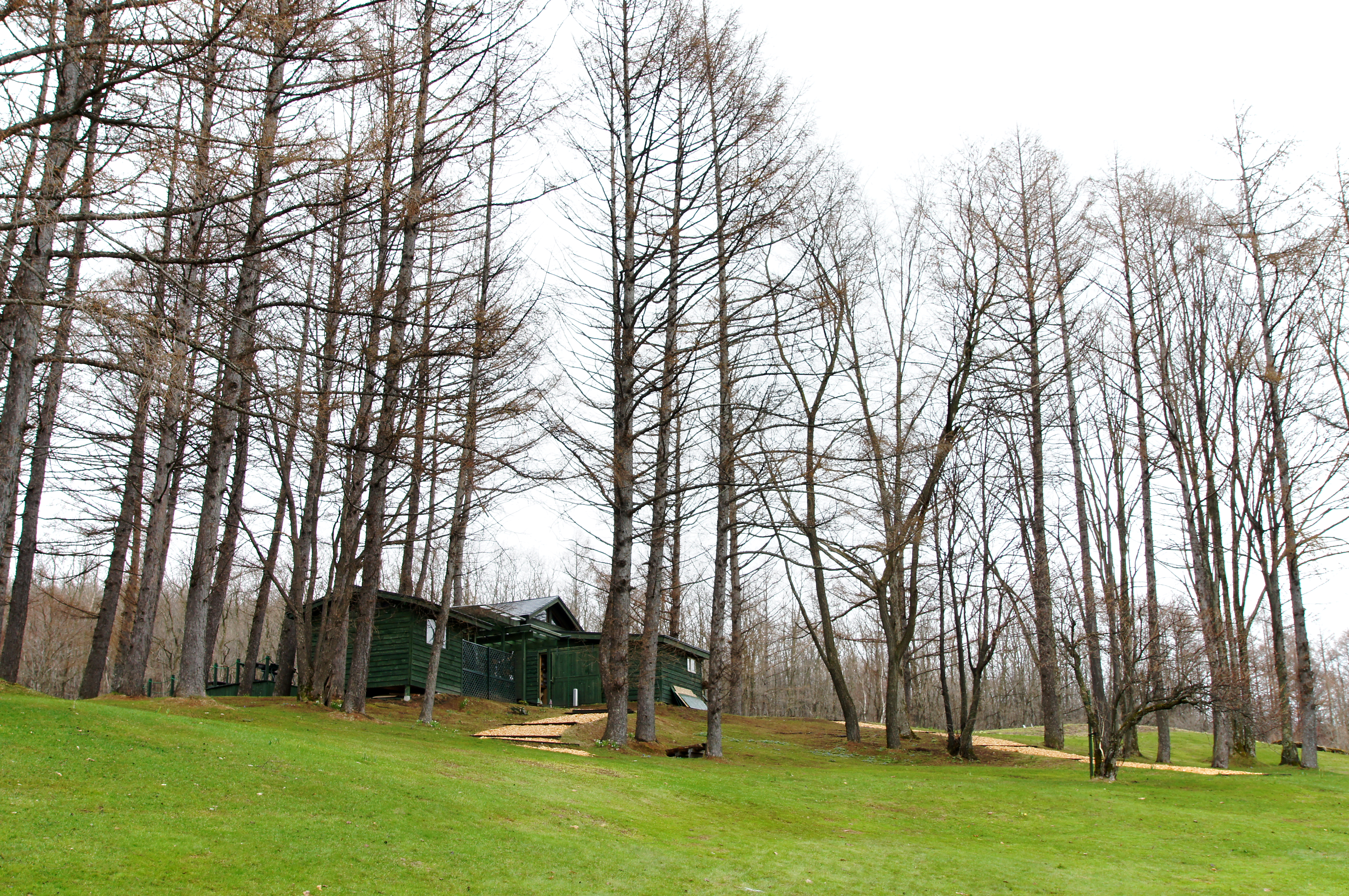
風のガーデン

富良野スキー場北の峰ゾーンを除き、基本的に以下の施設は新富良野プリンスホテル側にある。

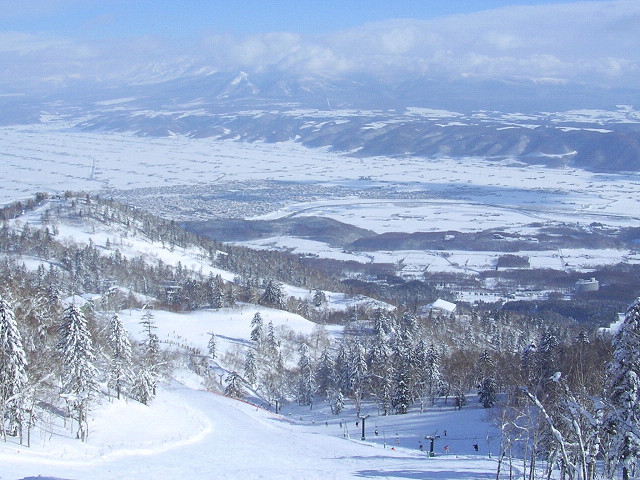
富良野スキー場
富良野ロープウェー
- 夏期運行（20分間隔）
- ロープウェー山麓駅 -（2,330m）- ロープウェー山頂駅

結婚式場 ウェディングチャペル 写場
スーベニアショップ(ホテル売店)
コインランドリー
アミューズメントコーナー
レンタルスキー(冬期)
テニスコート6面

ニングルテラス
- 木々に囲まれたショッピングエリア。クラフト工房、カフェもある。

富良野・ドラマ館
- プリンスパン工房前にあり、開業当時の富良野駅を再現した店舗となっている。倉本聰による富良野を舞台とした作品（『北の国から』『優しい時間』『風のガーデン』）のオリジナル商品を主に販売している。

。

風のガーデン
- 新富良野プリンスホテルから送迎車で3分
- 営業期間：4月下旬から10月中旬
- 上野砂由紀デザインのガーデン
- グリーンハウス、ガブリエルの家、ルイと岳の苗床、螢のそふとくりん

ピクニックガーデン
- 31ヘクタールの敷地にパークゴルフやアウトドアゾーンがあり、各種アクティビティを楽しむことができる。
- パークゴルフ36H （4月下旬から10月下旬）
- フラワーガーデン

富良野ゴルフコース
- 所在地：北海道富良野市八幡丘（新富良野プリンスホテルから車で約20分）
- アーノルド・パーマー設計
- 36H（パーマーコース18H、キングコース18H）